# Liste des matchs de l'équipe de Belgique A' de football par adversaire
Cette liste présente les matchs de l'équipe de Belgique de football B par adversaire rencontré depuis son premier match en 1924.
- Haut – A
- B
- C
- D
- E
- F
- G
- H
- I
- J
- K
- L
- M
- N
- O
- P
- Q
- R
- S
- T
- U
- V
- W
- X
- Y
- Z

## A

### Allemagne

#### Confrontations
|   | Date          | Lieu            | Match                    | Score | Compétition  |
| 1 | 26 avril 1977 | Aix-la-Chapelle | Allemagne B - Belgique B | 2-1   | Match amical |

#### Bilan complet
- Total de matchs disputés : 1
- Victoires de la Belgique B : 0
- Victoires de l'Allemagne B : 1 (100 %)
- Match nul : 0
- Buts marqués par la Belgique B : 1
- Buts marqués par l'Allemagne B : 2

### Angleterre

#### Confrontations
|   | Date          | Lieu      | Match                       | Score | Compétition      |
| 1 | 25 mars 1945  | Bruxelles | Belgique B - FA Services XI | 2-3   | Match amical [1] |
| 2 | 21 avril 1945 | Liège     | Belgique B - FA Services XI | 1-1   | Match amical [1] |
| 3 | 22 avril 1945 | Bruxelles | Belgique B - FA Services XI | 0-0   | Match amical [1] |
| 4 | 25 mai 1969   | Ostende   | Belgique B - Angleterre U23 | 0-1   | Match amical     |

#### Commentaires
1  : L'Angleterre était alors en pleine reconstruction, les compétitions officielles avaient été suspendues dès 1939 et la reprise des matchs internationaux ne se fait pas de manière officielle avant le 28 septembre 1946.

#### FA Services XI
- Total de matchs disputés : 3
- Victoires de la Belgique B : 0
- Victoires de FA Services XI : 1 (33,3%)
- Match nul : 2 (66,7%)
- Buts marqués par la Belgique B : 3
- Buts marqués par FA Services XI : 4

#### Angleterre U23
- Total de matchs disputés : 1
- Victoires de la Belgique B : 0
- Victoires de l'Angleterre U23 : 1 (100 %)
- Match nul : 0
- Buts marqués par la Belgique B : 0
- Buts marqués par l'Angleterre U23 : 1

### Autriche

#### Confrontations
|   | Date         | Lieu   | Match                   | Score | Compétition  |
| 1 | 23 mars 1952 | Vienne | Autriche B - Belgique B | 2-0   | Match amical |

#### Bilan complet
- Total de matchs disputés : 1
- Victoires de la Belgique B : 0
- Victoires de l'Autriche B : 1 (100 %)
- Match nul : 0
- Buts marqués par la Belgique B : 0
- Buts marqués par l'Autriche B : 2

## E

### Écosse

#### Confrontations
|   | Date           | Lieu      | Match               | Score | Compétition  |
| 1 | 6 janvier 1945 | Bruxelles | Belgique B - Écosse | 2-3   | Match amical |

#### Bilan complet
- Total de matchs disputés : 1
- Victoires de la Belgique B : 0
- Victoires de l'Écosse : 1 (100 %)
- Match nul : 0
- Buts marqués par la Belgique B : 2
- Buts marqués par l'Écosse : 3

### États-Unis

#### Confrontations
|   | Date         | Lieu   | Match                     | Score | Compétition  |
| 1 | 29 mars 1973 | Bruges | Belgique B - États-Unis B | 6-0   | Match amical |

#### Bilan complet
- Total de matchs disputés : 1
- Victoires de la Belgique B : 1 (100 %)
- Victoires des États-Unis B : 0
- Match nul : 0
- Buts marqués par la Belgique B : 6
- Buts marqués par les États-Unis B : 0

## F

### France

#### Confrontations
|    | Date              | Lieu       | Match                   | Score | Compétition  |
| 1  | 23 mars 1924      | Strasbourg | France B - Belgique B   | 1-0   | Match amical |
| 2  | 7 décembre 1930   | Charleroi  | Belgique B - France B   | 0-6   | Match amical |
| 3  | 1er juin 1947     | Malines    | Belgique B - France B   | 7-3   | Match amical |
| 4  | 6 juin 1948       | Lille      | France B - Belgique B   | 2-1   | Match amical |
| 5  | 11 novembre 1956  | Verviers   | Belgique B - France B   | 3-0   | Match amical |
| 6  | 27 octobre 1957   | Dijon      | France B - Belgique B   | 3-1   | Match amical |
| 7  | 1er mars 1959     | Courtrai   | Belgique B - France B   | 2-1   | Match amical |
| 8  | 15 mars 1961      | Lille      | France B - Belgique B   | 2-2   | Match amical |
| 9  | 18 octobre 1961   | Rouen      | France B - Belgique B   | 0-0   | Match amical |
| 10 | 1er décembre 1964 | Limoges    | France B - Belgique B   | 1-3   | Match amical |
| 11 | 20 avril 1966     | Tournai    | Belgique B - France B   | 1-1   | Match amical |
| 12 | 11 novembre 1966  | Lille      | France B - Belgique B   | 0-1   | Match amical |
| 13 | 29 octobre 1967   | Waregem    | Belgique B - France B   | 1-1   | Match amical |
| 14 | 26 mars 1996      | Charleroi  | Belgique A' - France A' | 1-1   | Match amical |
| 15 | 14 novembre 1970  | Brest      | France U21 - Belgique B | 1-1   | Match amical |
| 16 | 10 février 1999   | Angers     | France A' - Belgique A' | 2-1   | Match amical |
| 17 | 22 février 2000   | Waregem    | Belgique A' - France A' | 1-1   | Match amical |

#### Bilan individuel

##### France B / A'
- Total de matchs disputés : 16
- Victoires de la Belgique B : 6 (38 %)
- Victoires de la France B / A' : 5 (31 %)
- Match nul : 5 (31%)
- Buts marqués par la Belgique B : 25
- Buts marqués par la France B / A' : 25

##### France U21
- Total de matchs disputés : 1
- Victoires de la Belgique B : 0
- Victoires de la France U21 : 0
- Match nul : 1 (100%)
- Buts marqués par la Belgique B : 1
- Buts marqués par la France U21 : 1

## H

### Hongrie

#### Confrontations
|   | Date             | Lieu      | Match                  | Score | Compétition  |
| 1 | 23 novembre 1958 | Charleroi | Belgique B - Hongrie B | 1-1   | Match amical |
| 2 | 30 octobre 1960  | Budapest  | Hongrie B - Belgique B | 0-1   | Match amical |

#### Bilan complet
- Total de matchs disputés : 2
- Victoires de la Belgique B : 1 (50%)
- Victoires de la Hongrie B : 0 (0 %)
- Match nul : 1 (50%)
- Buts marqués par la Belgique B : 2
- Buts marqués par la Hongrie B : 1

## I

### Italie

#### Confrontations
|   | Date         | Lieu      | Match                 | Score | Compétition  |
| 1 | 8 avril 1964 | Vérone    | Italie B - Belgique B | 1-1   | Match amical |
| 2 | 16 mars 1966 | Charleroi | Belgique B - Italie B | 3-3   | Match amical |

#### Bilan complet
- Total de matchs disputés : 2
- Victoires de la Belgique B : 0
- Victoires de l'Italie B : 0
- Match nul : 2 (100%)
- Buts marqués par la Belgique B : 4
- Buts marqués par l'Italie B : 4

## L

### Luxembourg

#### Confrontations
|    | Date              | Lieu               | Match                   | Score | Compétition                                                       |
| 1  | 4 mai 1924        | Arlon              | Belgique B - Luxembourg | 2-1   | Match amical                                                      |
| 2  | 11 mai 1924       | Luxembourg         | Luxembourg - Belgique B | 2-1   | Match amical                                                      |
| 3  | 5 octobre 1924    | Malines            | Belgique B - Luxembourg | 4-1   | Match amical                                                      |
| 4  | 14 février 1926   | Differdange        | Luxembourg - Belgique B | 1-1   | Match amical                                                      |
| 5  | 5 décembre 1926   | Charleroi          | Belgique B - Luxembourg | 6-1   | Match amical                                                      |
| 6  | 1er avril 1928    | Luxembourg         | Luxembourg - Belgique B | 2-3   | Match amical                                                      |
| 7  | 4 novembre 1928   | Gand               | Belgique B - Luxembourg | 1-1   | Match amical                                                      |
| 8  | 9 février 1930    | Differdange        | Luxembourg - Belgique B | 0-1   | Match amical                                                      |
| 9  | 1er juin 1930     | Bruges             | Belgique B - Luxembourg | 7-4   | Match amical                                                      |
| 10 | 1er mars 1931     | Luxembourg         | Luxembourg - Belgique B | 2-3   | Match amical                                                      |
| 11 | 14 février 1932   | Charleroi          | Belgique B - Luxembourg | 6-3   | Match amical                                                      |
| 12 | 5 juin 1933       | Luxembourg         | Luxembourg - Belgique B | 3-1   | Match amical (Tournoi des 4 nations, 25e anniversaire de la FLF), |
| 13 | 21 janvier 1934   | Luxembourg         | Luxembourg - Belgique B | 2-3   | Match amical                                                      |
| 14 | 25 février 1934   | Bruxelles          | Belgique B - Luxembourg | 2-3   | Match amical                                                      |
| 15 | 10 mai 1934       | Liège              | Belgique B - Luxembourg | 4-1   | Match amical                                                      |
| 16 | 14 avril 1935     | Luxembourg         | Luxembourg - Belgique B | 5-3   | Match amical                                                      |
| 17 | 28 avril 1935     | Arlon              | Belgique B - Luxembourg | 3-1   | Match amical                                                      |
| 18 | 16 février 1936   | Luxembourg         | Luxembourg - Belgique B | 5-5   | Match amical                                                      |
| 19 | 26 avril 1936     | Arlon              | Belgique B - Luxembourg | 3-1   | Match amical                                                      |
| 20 | 11 avril 1937     | Esch-sur-Alzette   | Luxembourg - Belgique B | 1-5   | Match amical                                                      |
| 21 | 6 mai 1937        | Arlon              | Belgique B - Luxembourg | 3-0   | Match amical                                                      |
| 22 | 24 avril 1938     | Arlon              | Belgique B - Luxembourg | 9-3   | Match amical                                                      |
| 23 | 29 janvier 1939   | Dudelange          | Luxembourg - Belgique B | 5-3   | Match amical                                                      |
| 24 | 30 avril 1939     | Arlon              | Belgique B - Luxembourg | 3-0   | Match amical                                                      |
| 25 | 10 mars 1940      | Luxembourg         | Luxembourg - Belgique B | 3-4   | Match amical                                                      |
| 26 | 7 avril 1940      | Bruxelles          | Belgique B - Luxembourg | 1-1   | Match amical                                                      |
| 27 | 5 mai 1946        | Luxembourg         | Luxembourg - Belgique B | 1-5   | Match amical                                                      |
| 28 | 30 octobre 1946   | Tournai            | Belgique B - Luxembourg | 2-1   | Match amical                                                      |
| 29 | 4 mai 1947        | Luxembourg         | Luxembourg - Belgique B | 3-3   | Match amical                                                      |
| 30 | 22 février 1948   | Luxembourg         | Luxembourg - Belgique B | 2-0   | Match amical                                                      |
| 31 | 6 mai 1948        | Liège              | Belgique B - Luxembourg | 1-0   | Match amical                                                      |
| 32 | 21 novembre 1948  | Luxembourg         | Luxembourg - Belgique B | 1-7   | Match amical                                                      |
| 33 | 13 mars 1949      | Charleroi          | Belgique B - Luxembourg | 6-0   | Match amical                                                      |
| 34 | 6 novembre 1949   | Charleroi          | Belgique B - Luxembourg | 3-2   | Match amical                                                      |
| 35 | 16 avril 1950     | Luxembourg         | Luxembourg - Belgique B | 2-4   | Match amical                                                      |
| 36 | 12 novembre 1950  | Luxembourg         | Luxembourg - Belgique B | 2-2   | Match amical                                                      |
| 37 | 15 avril 1951     | Bruges             | Belgique B - Luxembourg | 3-3   | Match amical                                                      |
| 38 | 25 novembre 1951  | Bruges             | Belgique B - Luxembourg | 2-0   | Match amical                                                      |
| 39 | 6 avril 1952      | Luxembourg         | Luxembourg - Belgique B | 2-3   | Match amical                                                      |
| 40 | 19 octobre 1952   | Luxembourg         | Luxembourg - Belgique B | 1-1   | Match amical                                                      |
| 41 | 26 novembre 1952  | Bruxelles          | Belgique B - Luxembourg | 4-1   | Match amical                                                      |
| 42 | 14 mars 1954      | Luxembourg         | Luxembourg - Belgique B | 0-1   | Match amical                                                      |
| 43 | 9 mai 1954        | Charleroi          | Belgique B - Luxembourg | 8-0   | Match amical                                                      |
| 44 | 24 octobre 1954   | Luxembourg         | Luxembourg - Belgique B | 0-4   | Match amical                                                      |
| 45 | 16 janvier 1955   | Namur              | Belgique B - Luxembourg | 4-1   | Match amical                                                      |
| 46 | 25 septembre 1955 | Luxembourg         | Luxembourg - Belgique B | 3-3   | Match amical                                                      |
| 47 | 16 octobre 1955   | Courtrai           | Belgique B - Luxembourg | 5-0   | Match amical                                                      |
| 48 | 14 octobre 1956   | Luxembourg         | Luxembourg - Belgique B | 6-4   | Match amical                                                      |
| 49 | 23 décembre 1956  | Courtrai           | Belgique B - Luxembourg | 1-0   | Match amical                                                      |
| 50 | 17 novembre 1957  | Diest              | Belgique B - Luxembourg | 2-1   | Match amical                                                      |
| 51 | 2 mars 1958       | Luxembourg         | Luxembourg - Belgique B | 1-2   | Match amical                                                      |
| 52 | 28 septembre 1958 | Luxembourg         | Luxembourg - Belgique B | 2-2   | Match amical                                                      |
| 53 | 11 novembre 1958  | Jambes             | Belgique B - Luxembourg | 3-2   | Match amical                                                      |
| 54 | 30 septembre 1959 | Alost              | Belgique B - Luxembourg | 2-1   | Match amical                                                      |
| 55 | 28 février 1960   | Luxembourg         | Luxembourg - Belgique B | 2-5   | Match amical                                                      |
| 56 | 2 octobre 1960    | Luxembourg         | Luxembourg - Belgique B | 2-4   | Match amical                                                      |
| 57 | 9 mars 1961       | Jambes             | Belgique B - Luxembourg | 3-0   | Match amical                                                      |
| 58 | 12 novembre 1961  | Turnhout           | Belgique B - Luxembourg | 2-1   | Match amical                                                      |
| 59 | 1er avril 1962    | Arlon              | Belgique B - Luxembourg | 4-1   | Match amical                                                      |
| 60 | 14 octobre 1962   | Luxembourg         | Luxembourg - Belgique B | 0-2   | Match amical                                                      |
| 61 | 3 mars 1963       | Ostende            | Belgique B - Luxembourg | 3-0   | Match amical                                                      |
| 62 | 1er décembre 1963 | Beringen           | Belgique B - Luxembourg | 4-2   | Match amical                                                      |
| 63 | 3 mai 1964        | Luxembourg         | Luxembourg - Belgique B | 0-1   | Match amical                                                      |
| 64 | 21 octobre 1964   | Tongres            | Belgique B - Luxembourg | 5-1   | Match amical                                                      |
| 65 | 28 février 1965   | Luxembourg         | Luxembourg - Belgique B | 2-2   | Match amical                                                      |
| 66 | 10 novembre 1965  | Jambes             | Belgique B - Luxembourg | 2-1   | Match amical                                                      |
| 67 | 17 avril 1966     | Luxembourg         | Luxembourg - Belgique B | 1-3   | Match amical                                                      |
| 68 | 23 octobre 1966   | Verviers           | Belgique B - Luxembourg | 5-1   | Match amical                                                      |
| 69 | 1er mai 1968      | Luxembourg         | Luxembourg - Belgique B | 0-1   | Match amical                                                      |
| 70 | 8 décembre 1968   | Luxembourg         | Luxembourg - Belgique B | 0-1   | Match amical                                                      |
| 71 | 5 novembre 1969   | Charleroi          | Belgique B - Luxembourg | 3-2   | Match amical                                                      |
| 72 | 28 octobre 1973   | Libramont-Chevigny | Belgique B - Luxembourg | 6-0   | Match amical                                                      |
| 73 | 8 décembre 1974   | Luxembourg         | Luxembourg - Belgique B | 1-8   | Match amical                                                      |
| 74 | 24 avril 1976     | Lierre             | Belgique B - Luxembourg | 3-0   | Match amical                                                      |
| 75 | 10 novembre 1976  | Differdange        | Luxembourg - Belgique B | 0-4   | Match amical                                                      |

#### Bilan complet
- Total de matchs disputés : 75
- Victoires de la Belgique B : 57 (76 %)
- Victoires du Luxembourg : 7 (9 %)
- matchs nuls : 11 (15 %)
- Buts marqués par la Belgique B : 245
- Buts marqués par le Luxembourg : 107

## N

### Norvège

#### Confrontations
|   | Date         | Lieu     | Match                     | Score | Compétition  |
| 1 | 24 mars 1998 | Mouscron | Belgique A' - Norvège U23 | 1-1   | Match amical |

#### Bilan complet
- Total de matchs disputés : 1
- Victoires de la Belgique B : 0
- Victoires de la Norvège U23 : 0
- Match nul : 1 (100%)
- Buts marqués par la Belgique B : 1
- Buts marqués par la Norvège U23 : 1

## P

### Pays-Bas
|    | Date            | Lieu        | Match                      | Score | Compétition                                                       |
| 1  | 4 juin 1933     | Luxembourg  | Pays-Bas B - Belgique B    | 2-0   | Match amical (Tournoi des 4 nations, 25e anniversaire de la FLF), |
| 2  | 19 avril 1953   | Bruges      | Belgique B - Pays-Bas B    | 2-0   | Match amical                                                      |
| 3  | 3 avril 1954    | La Haye     | Pays-Bas B - Belgique B    | 1-4   | Match amical                                                      |
| 4  | 3 avril 1955    | Gand        | Pays-Bas - Belgique B      | 3-3   | Match amical                                                      |
| 5  | 7 avril 1956    | Tilbourg    | Pays-Bas B - Belgique B    | 0-0   | Match amical                                                      |
| 6  | 27 avril 1957   | Turnhout    | Belgique B - Pays-Bas B    | 1-0   | Match amical                                                      |
| 7  | 12 avril 1958   | La Haye     | Pays-Bas B - Belgique B    | 3-4   | Match amical                                                      |
| 8  | 18 avril 1959   | Bruges      | Belgique B - Pays-Bas B    | 4-2   | Match amical                                                      |
| 9  | 23 avril 1960   | Venlo       | Pays-Bas B - Belgique B    | 1-1   | Match amical                                                      |
| 10 | 21 mars 1961    | Alost       | Belgique B - Pays-Bas B    | 2-0   | Match amical                                                      |
| 11 | 21 mars 1964    | Rotterdam   | Pays-Bas B - Belgique B    | 4-1   | Match amical                                                      |
| 12 | 6 avril 1968    | Knokke      | Belgique B - Pays-Bas B    | 0-0   | Match amical                                                      |
| 13 | 13 octobre 1981 | Lokeren     | Belgique B - Pays-Bas B    | 2-0   | Match amical                                                      |
| 14 | 16 août 2005    | Tessenderlo | Belgique A' - Pays-Bas U21 | 1-2   | Match amical                                                      |

#### Bilan individuel

##### Pays-Bas B
- Total de matchs disputés : 13
- Victoires de la Belgique B : 7 (53,8 %)
- Victoires des Pays-Bas B : 2 (15,4 %)
- Match nul : 4 (30,8 %)
- Buts marqués par la Belgique B : 24
- Buts marqués par les Pays-Bas B : 16

##### Pays-Bas U21
- Total de matchs disputés : 1
- Victoires de la Belgique B : 0
- Victoires des Pays-Bas U21 : 1 (100%)
- Match nul : 0
- Buts marqués par la Belgique B : 1
- Buts marqués par les Pays-Bas U21 : 2

### Portugal

#### Confrontations
|   | Date          | Lieu      | Match                   | Score | Compétition  |
| 1 | 1er juin 1966 | Lisbonne  | Portugal B - Belgique B | 0-0   | Match amical |
| 2 | 22 mars 1967  | Charleroi | Belgique B - Portugal B | 2-0   | Match amical |

#### Bilan complet
- Total de matchs disputés : 2
- Victoires de la Belgique B : 1 (50%)
- Victoires du Portugal B : 0
- Match nul : 1 (50 %)
- Buts marqués par la Belgique B : 2
- Buts marqués par le Portugal B : 0

## S

### Suisse

#### Confrontations
|   | Date             | Lieu        | Match                 | Score | Compétition  |
| 1 | 21 novembre 1953 | Gand        | Belgique B - Suisse B | 0-2   | Match amical |
| 2 | 29 mai 1954      | Lucerne     | Suisse B - Belgique B | 2-1   | Match amical |
| 3 | 11 mars 1956     | Fribourg    | Suisse B - Belgique B | 3-3   | Match amical |
| 4 | 10 mars 1957     | Tournai     | Belgique B - Suisse B | 5-0   | Match amical |
| 5 | 25 mai 1958      | Bruges      | Belgique B - Suisse B | 2-1   | Match amical |
| 6 | 27 mars 1960     | Winterthour | Suisse B - Belgique B | 0-1   | Match amical |
| 7 | 20 novembre 1960 | Bienne      | Suisse B - Belgique B | 4-1   | Match amical |
| 8 | 21 mai 1961      | Ostende     | Belgique B - Suisse B | 5-1   | Match amical |

#### Bilan complet
- Total de matchs disputés : 8
- Victoires de la Belgique B : 4 (50%)
- Victoires de la Suisse B : 3 (37,5 %)
- Match nul : 1 (12,5 %)
- Buts marqués par la Belgique B : 18
- Buts marqués par la Suisse B : 13

## Bilan
| Adversaire     | Joués | Gagnés | Nuls | Perdus | BP  | BC  | Diff. | % Victoire | Points/match |
| -------------- | ----- | ------ | ---- | ------ | --- | --- | ----- | ---------- | ------------ |
| Allemagne B    | 1     | 0      | 0    | 1      | 1   | 2   | -1    | 0.00       | 0.00         |
| Angleterre U23 | 1     | 0      | 0    | 1      | 0   | 1   | -1    | 0.00       | 0.00         |
| Autriche B     | 1     | 0      | 0    | 1      | 0   | 2   | -2    | 0.00       | 0.00         |
| Écosse         | 1     | 0      | 0    | 1      | 2   | 3   | -1    | 0.00       | 0.00         |
| États-Unis B   | 1     | 1      | 0    | 0      | 6   | 0   | +6    | 100.00     | 3.00         |
| FA Services XI | 3     | 0      | 1    | 2      | 3   | 4   | -1    | 0.00       | 0.67         |
| France B       | 16    | 6      | 5    | 5      | 25  | 25  | 0     | 37.50      | 1.31         |
| France U21     | 1     | 0      | 1    | 0      | 1   | 1   | 0     | 0.00       | 1.00         |
| Hongrie B      | 2     | 1      | 1    | 0      | 2   | 1   | +1    | 50.00      | 2.00         |
| Italy B        | 2     | 0      | 2    | 0      | 4   | 4   | 0     | 0.00       | 1.00         |
| Luxembourg     | 75    | 57     | 11   | 7      | 245 | 107 | +138  | 76.00      | 2.43         |
| Norvège U23    | 1     | 0      | 1    | 0      | 1   | 1   | 0     | 0.00       | 1.00         |
| Pays-Bas B     | 13    | 7      | 4    | 2      | 24  | 16  | +8    | 53.84      | 1.92         |
| Pays-Bas U21   | 1     | 0      | 0    | 1      | 1   | 2   | -1    | 0.00       | 0.00         |
| Portugal B     | 2     | 1      | 1    | 0      | 2   | 0   | +2    | 50.00      | 2.00         |
| Suisse B       | 8     | 4      | 1    | 3      | 18  | 13  | +5    | 50.00      | 1.63         |
| Totaux         | 129   | 75     | 30   | 24     | 335 | 182 | +153  | 58.14      | 1.98         |